# Nikolaj Engelhardt
Nikolaj Aleksandrovitj Engelhardt (ryska: Николай Александрович Энгельгардт), född 15 februari (gamla stilen: 3 februari) 1867 i Sankt Petersburg, Kejsardömet Ryssland, död i januari 1942, var en rysk litteraturhistoriker och publicist.
Engelhardt var son till den framstående ryske agronomen Aleksandr Engelhardt och tillhörde en gammal tysk adelssläkt, som från Schweiz flyttat till Livland redan på 1400-talet. Förutom två mindre band sagor och dikter (1890) författade han Istorija russkoj literatury (två band, 1902–03).